# LGM-30 Minuteman
Мінітмен (англ. LGM-30 Minuteman) — міжконтинентальна балістична ракета військово-повітряних сил США (МБР) що перебуває на експлуатації у складі ВПС Air Force Global Strike Command. Станом на 2021 рік, версія LGM-30G Minuteman III, була єдиною наземною МБР на службі у Сполучених Штатах.
Розробка Minuteman розпочалася у середині 1950-х років після ґрунтовних досліджень щодо твердопаливних ракетних двигунів. Така ракета з невеликим обслуговуванням могла бути у готовності протягом тривалого часу, а відтак, запускатися за командою. Задля порівняння, наявні на той час конструкції ракет США з використанням рідкого пального вимагали тривалої заправки безпосередньо перед запуском, що залишало їх відкритими для можливого раптового нападу. Ця здатність до негайного запуску (готовності) дала ракеті власну назву від ополченців (minuteman) Революційної війни. Minuteman було розроблено так, щоби вона була готовою до запуску одразу з миті повідомлення.

## Вступ
Ракети стали до ладу 1962 року як зброя на котру, передусім, було покладено стримувальне завдання — загроза контратакою радянським містам у разі нападу СРСР на США. Однак, із розвитком Polaris військово-морських сил США, які мали таке ж завдання, ВПС почали удосконалювати Minuteman та перетворювати їх на зброю з набагато більшою точністю та з явним наміром забезпечити їм здатність атакувати захищені військові об'єкти, зокрема, радянські ракетні бункери. Minuteman-II почали службу 1965 року з цілою низкою поліпшень, заради підвищення їхньої точності і живучості щодо системи протиракетної оборони (ПРО) яку на той час, як відомо, розробляла радянська держава. Minuteman-III надійшли 1970 року та мали можливість використовувати три менші боєголовки замість однієї великої, що дуже ускладнило можливість атакування їх системою протиракетної оборони яка, щоби бути досконалою, повинна була би вразити усі три широко рознесені боєголовки. Minuteman-III було оснащено першою багатоцільовою самонавідною бойовою частиною (MIRV). Кожна така ракета може нести до трьох ядерних боєголовок які мають потужність у межах від 300 до 500 кілотонн.
З найбільшої кількості в 1000 ракет у 1970-і, нинішні ВПС США мають 450 штук Minuteman-III у ракетних бункерах навколо: AFB Malmstrom, Монтана; Minot AFB, Північна Дакота; та F.E. Warren AFB, Вайомінг. До лютого 2018 року, цю кількість передбачалося скоротити до 400 озброєних ракет з 50-ма неозброєними ракетами у запасі та чотирма нерозгорнутими випробувальними пусковими установками відповідно до нового договору СНО. Військово-повітряні сили розраховують тримати ракету у дії, принаймні, до 2030 року. Це одна зі складових ядерної тріади США — дві інші частини тріади це балістичні ракети Trident, які запускаються з підводних човнів (БРПЧ) та ядерна зброя носіями якої, є далекі стратегічні бомбардувальники.

## Історія

### Едвард Голл ітвердепальне

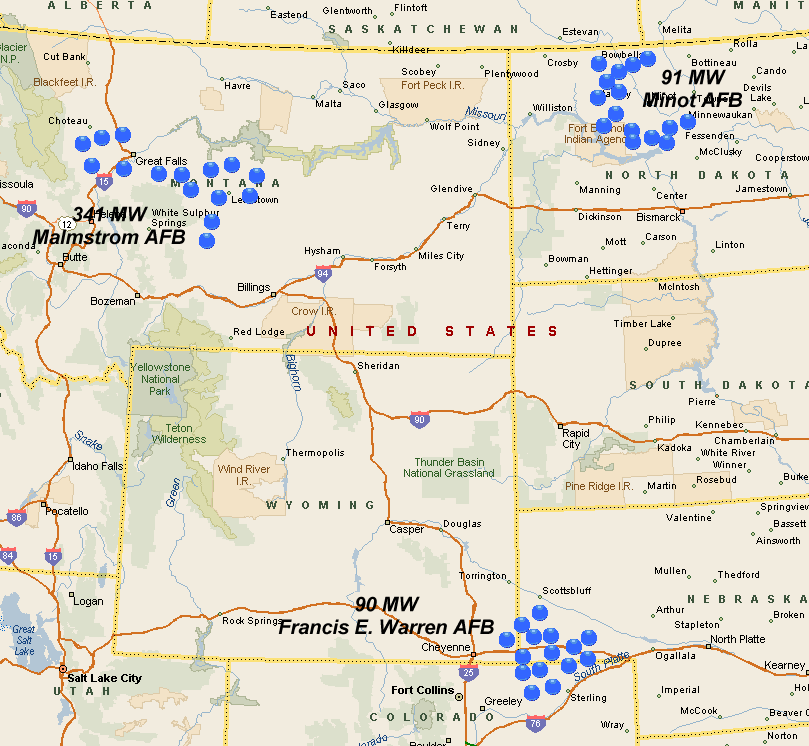
Active LGM-30 Minuteman Sites

Minuteman зобов'язані своїм існуванням, головним чином, зусиллям тодішнього полковника ВПС США Едварда Голла. 1956 року, Голла було призначено відповідальним за підрозділ твердого ракетного пального у дивізіоні генерала Шрівера, який спочатку було створено для керування розробкою МБР Атлас і Титан. Тверде пальне вже широко використовувалося у ракетах, але лише для застосування на коротких відстанях. Начальство Голла, цікавилося ракетами середньої та малої дальності з твердим пальним, особливо задля використання у Європі, де швидка відповідь, була би перевагою для системи на яку могли напасти радянські літаки. Але Голл був переконаний, що ця технологія, може бути використана для справжньої МБР з дальністю 10 200 кілометрів (5 500 морських миль, 6 300 миль).

Щоби досягти потрібної енергії, Голл почав фінансувати дослідження на Boeing і Thiokol, щодо використання пального на основі перхлорату амонію. Він пристосував концепцію, розроблену у Великій Британії, де тверде пальне являло собою великі циліндри із зіркоподібним отвором, що йшов уздовж внутрішньої осі. Це сприяло пальному горіти, усією довжиною циліндра, а не просто з кінця, як у більш ранніх конструкціях. Збільшення швидкості горіння, означало збільшення тяги. Це також, дозволило теплу поширюватися на весь двигун, а не лише на край (завдяки горінню зсередини, воно не доходило до стінок фюзеляжу ракети поки пальне не закінчувало горіти). Як порівняння, більш давні системи твердого пального згоряли, насамперед, від одного кінця до іншого, а це означало що будь-якої миті, окремій невеликій частині корпусу, доводилося витримувати надзвичайні навантаження та температури.

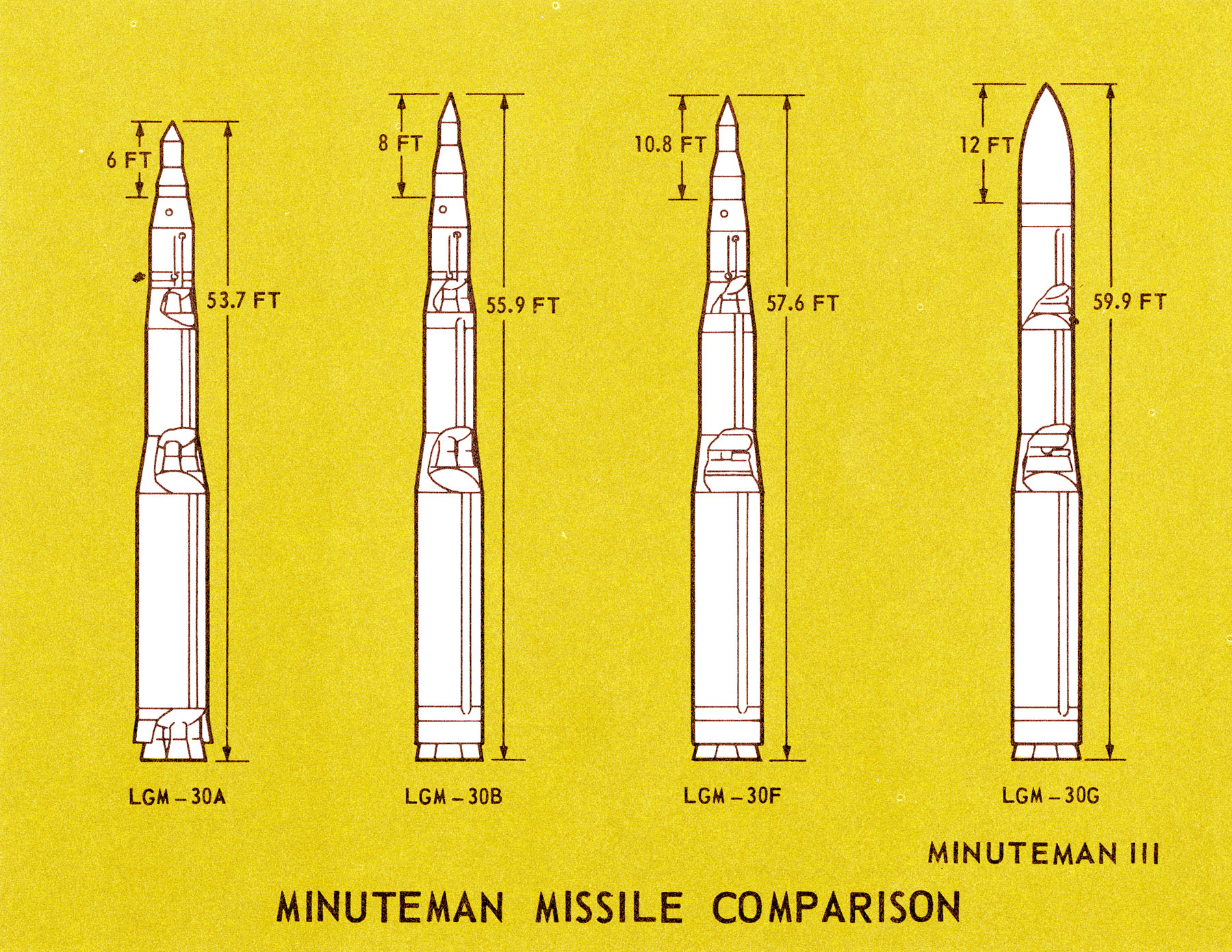
Minuteman III. Тактико-технічні дані: найбільша дальність — 13 000 км, максимальна швидкість на траєкторії — 24 100 км/год, закидувана маса — 1150 кг, пускова вага — 35 тон, апогей траєкторії — 1100 км, точність — 180/500 м

Керування МБР ґрунтується не лише на напрямку руху ракети, а й на точній миті вимкнення тяги. Занадто багато тяги, і боєголовка перелітає ціль, мало розгону — зброя не долітає до мішені. Горіння твердих тіл, зазвичай, дуже важко передбачити з погляду на час та швидкий поштовх у мить спалаху, що робить їх сумнівними задля точності, потрібної для влучання у ціль. Спочатку це здавалося непереборною перешкодою, але у підсумку, було вирішено майже природним чином. Усередині сопла ракети було додано низку отворів, які відчинялися шляхом підриву сформованих зарядів, коли система наведення вимагала вимкнення двигуна. Зниження тиску було настільки різким, що полум'я викидалося назовні й залишкове пальне яке горіло, гаснуло.
Першим, хто використав ці розробки, були не ВПС, а ВМС. Їх було залучено до спільної програми з армією США щодо розроблення рідкопаливної ракети Юпітер, але вони завжди з осторогою ставилися до цієї системи оскільки відчували, що рідке пальне занадто небезпечне для використання на облавку кораблів, та надто, підводних човнів. Швидкий успіх програми розробки твердого пального у поєднанні з обіцянкою Едварда Теллера щодо легших ядерних боєголовок під час Проєкту «Нобска», змусив флот відмовитися від Юпітера та почати розробку власної твердопаливної ракети.

### Система наведення ракет
У попередніх ракетах далекої дії, використовувалися рідкі види пального, які могли бути завантажені лише перед стрільбою. Процес завантаження, у типових проєктах, вимагав від 30 до 60 хвилин. Але тоді це не вважалося проблемою, оскільки треба було приблизно стільки ж часу, щоби розгорнути інерційну систему наведення, установити початкове положення та запрограмувати у цільових координатах. Minuteman, з самого початку було розроблено щоби мати можливість запускати їх за лічені хвилини. Хоча тверде пальне усувало потребу заправки ракет рідким пальним, затримки у запуску щодо вирівнювання системи керування, залишалися. Задля швидкого запуску, система наведення повинна постійно працювати і вирівнюватися, що є серйозною перешкодою для механічних приладів, особливо гіроскопів, де застосовуються вальниці.

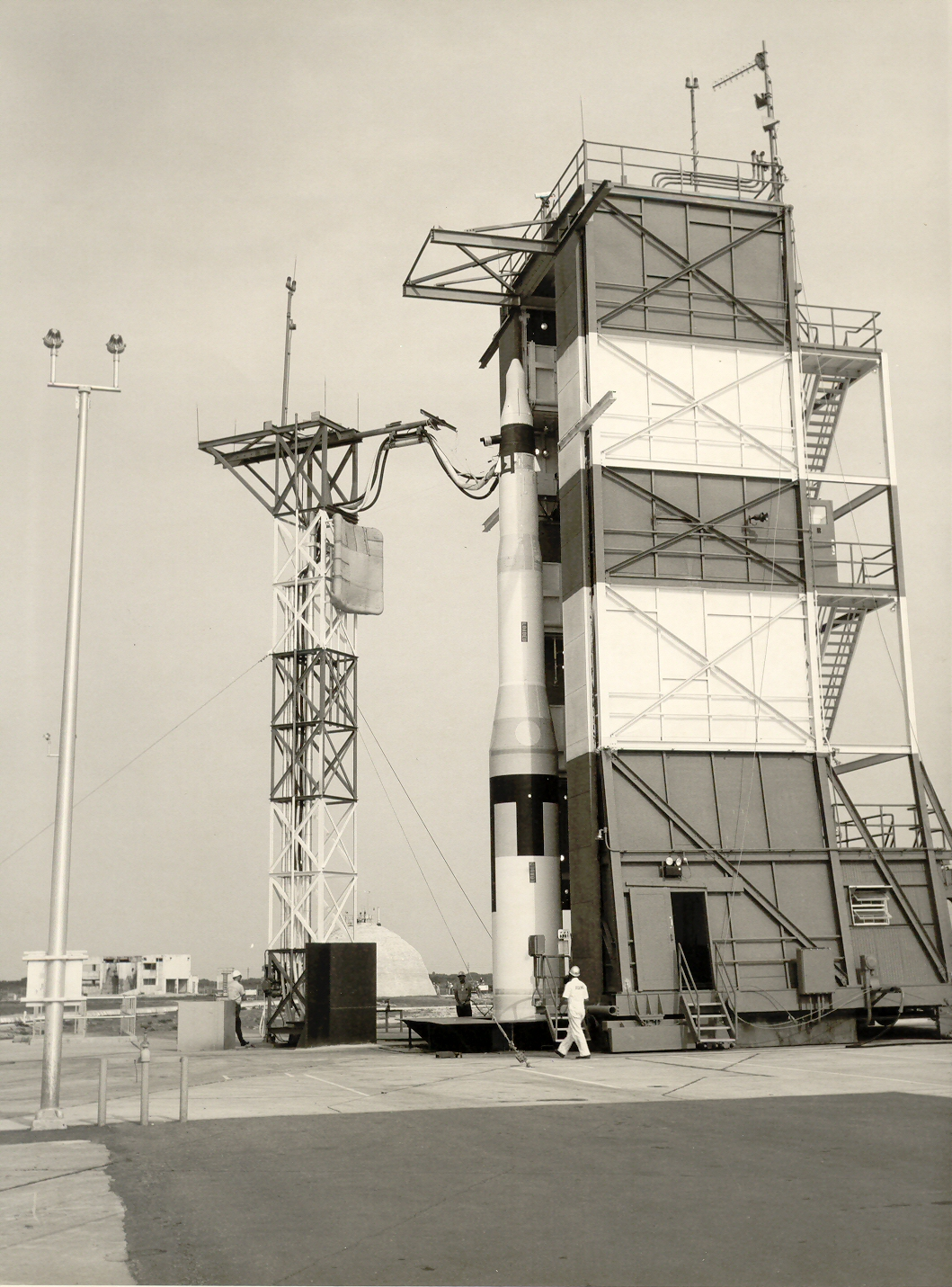
Minuteman I

Було обрано дослідний проєкт Autonetics, з використанням повітряних (пневматичних) підшипників котрий, як стверджувалося, безперервно тривав з 1952 по 1957 рік. Autonetics дозволив побудувати власну вальницю, у вигляді кулі котра могла обертатися у двох напрямках. У звичайних рішеннях використовувався вал з підшипниками на обох краях, що давало можливість його обертання лише навколо однієї осі. Це означало, що для інерційної платформи тепер були потрібні лише два гіроскопи замість звичайних трьох.
Останній великий крок полягав у тому, щоби застосовувати цифровий комп'ютер загального призначення замість аналогових, або спеціально розроблених цифрових комп'ютерів. У попередніх проєктах зазвичай застосовувалися два комп'ютери для однієї мети: один керував автопілотом, який тримав запущену ракету запрограмованим курсом, а другий порівнював інформацію від інерційної платформи з цільовими координатами та посилав потрібні виправлення автопілоту. Щоби зменшити загальну кількість складових, почав використовуватися один швидший комп'ютер котрий виконував окремі процедури для цих завдань.

Оскільки комп'ютер керування неактивний коли ракета перебуває у бункері, комп'ютер загального призначення також використовується задля запуску програми яка контролює різні давачі та випробувальне обладнання. У давніших конструкціях це оброблялося зовнішніми системами, які вимагали кілометрів додаткової проводки та багатьох роз'ємів. Для зберігання декількох програм, комп'ютер D-17B, було побудовано у формі барабанного комп'ютера, але замість магнітного барабана використовувався твердий диск.

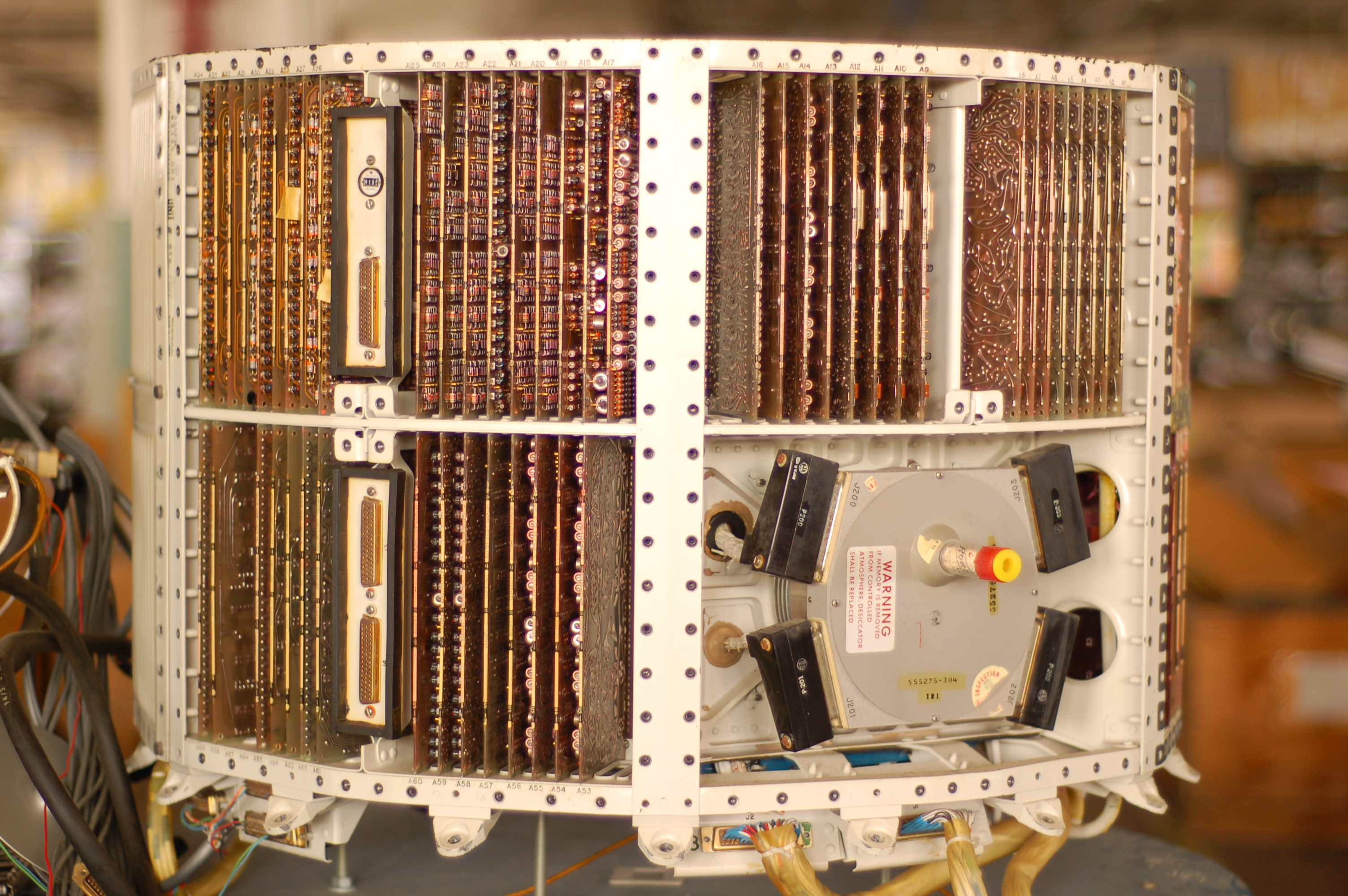
Autonetics D-17

Створення комп'ютера з потрібними продуктивністю, розміром і вагою, вимагало використання транзисторів, які на той час, були дуже дорогими і не надто надійними. Попередні спроби використовувати транзисторні комп'ютери для керування, BINAC і системи на SM-64 Navaho, зазнали невдачі і були залишені. Військово-повітряні сили і Autonetics витратили мільйони на програму для підвищення надійності транзисторів і компонентів у 100 разів, що призвело до специфікації Minuteman, з високим ступенем готовності.
Методики, розроблені у ході цієї програми, були однаково корисні для поліпшення будови всіх транзисторів та значно зменшило кількість відмов ліній виробництва транзисторів загалом. Це збільшило продуктивність, значно знизило собівартість продукції та мало величезні корисні побічні впливи на електронну промисловість.
Використання комп'ютера загального призначення мало довгострокові наслідки для програми Minuteman та ядерної позиції США загалом. З Minuteman, можна легко змінити націлювання, через завантаження нових даних про траєкторію на жорсткий диск комп'ютера, що може бути виконано за кілька годин. Раніше призначені для користувача дротові комп'ютери ICBM, могли забезпечити атаку лише однієї цілі, і точну інформацію про потрібну траєкторію було жорстко закодовано безпосередньо у логіку системи.

## Minuteman-III (LGM-30G)
Програма LGM-30G Minuteman-III почалася 1966 року та передбачала кілька поліпшень, порівняно з попередніми версіями. Ракети було вперше розгорнуто 1970 року. Більшість модифікацій, пов'язано із кінцевою стадією, та подальшою системою (RS). Остаточну (третю) версію, було удосконалено за допомогою нового двигуна з упорскуванням рідини, що забезпечує більш точний контроль, ніж попередня система з чотирма соплами. Покращення з продуктивності що втілено у Minuteman-III, це, насамперед: підвищена гнучкість у розгортанні бойових частин (RV) і допоміжних засобів, поліпшення живучості після ядерної атаки, та збільшене корисне навантаження. Ракета зберігає нерухому інерційну систему наведення. 

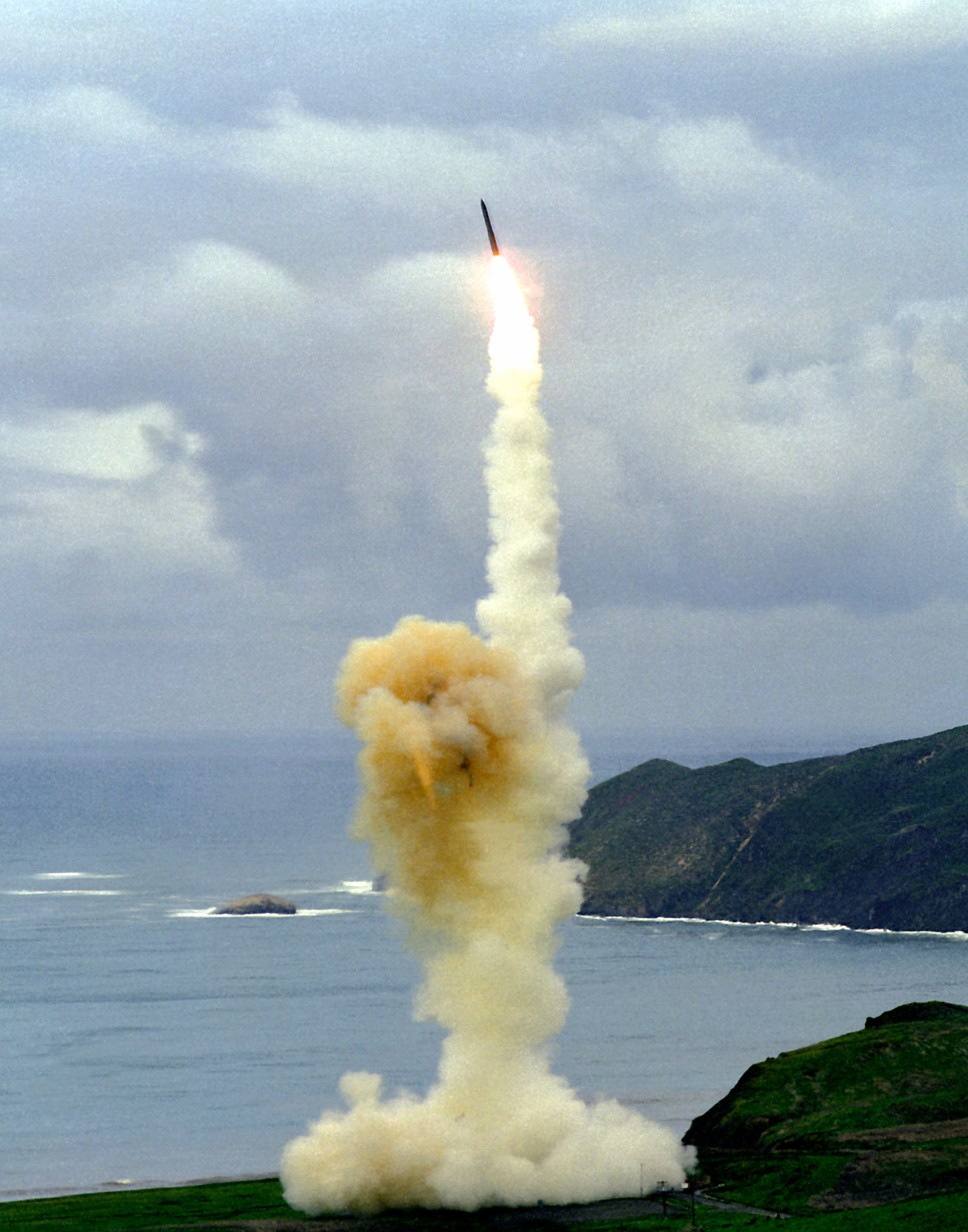
Minuteman3launch

Minuteman, розміщені в підземних шахтах для ракет. Бункери з'єднано з підземними командними пунктами (LCC), групами по десять одиниць. Ними цілодобово опікуються два офіцери, яким доводиться виконувати вхідну команду на вогонь, одночасним поворотом двох ключів запуску. Окрім того, команда «вогонь» повинна також, подаватися із сусідньої командної зони. Minuteman-III постійно утримується у стані T-30sec — це означає, що вони можуть покинути бункер за 30 секунд після підтвердженої команди пуску. Окремі бункери мають найменшу відстань близько 10 км один від одного. Існує також можливість запускати ці ракети екіпажем, з облавка літака Boeing E-4 (англ. National Airborne Operations Center) — повітряного командного пункту. Цю систему призначено для забезпечення того, щоби ракети також, можна було запускати, якщо шахтна установка втратила зв'язок із керівним бункером. Вчергове, це було випробувано 2012 року, на авіабазі Vandenberg.
Випробування, 16 червня 2010 року, було 200-м польотом Minuteman III, з часу першого запуску 1968 року. Випробувальний політ цієї ракети, 27 липня 2011 року з інертною головною частиною з авіабази Vandenberg, був невдалим. Ракету було підірвано повітряно-десантним управлінням по тому, як стався збій. Причина помилки поки не розголошується. Один з останніх відомих випробувальних польотів Minuteman III, відбувся увечері 25 лютого 2016 року. Ціллю ракети, яка не мала боєголовки, був атол Кваджалейн, що розташований на відстані 8000 кілометрів у південній частині Тихого океану.
Третього травня 2017 року, ВПС США провели одне з крайніх успішних випробувань Minuteman-III. Міжконтинентальну балістичну ракету було запущено з авіабази Ванденберг (Каліфорнія). Ракета летіла з пустою бойовою частиною і подолала відстань у 6,7 тисячі кілометрів, перш ніж упасти на полігон у районі Маршаллових островів Тихого океану.

2007 року, почалася деактивація 50-и з 500-т розгорнутих ракет, на авіабазі Мальмстром. Станом на 1 вересня 2012 року, США повідомили про такі показники розгортання свого флоту Minuteman III, відповідно до нового контракту START:

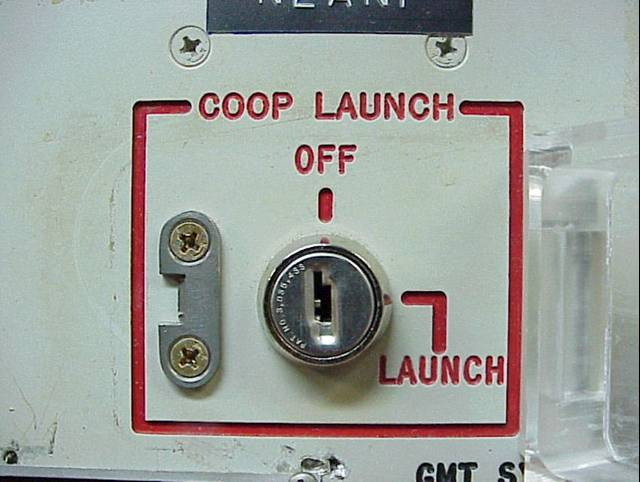
Minuteman launch key

- 449 активних бункерів з 449 ракетами (150 AFB, 150 Minot AFB, 149 Warren AFB)
- 57 неактивних пускових установок
- 263 нерозміщені ракети

США передбачають подальший розвиток LGM-30H Minuteman-IV, однак цей план має бути представлений не раніше 2030 року.
Зокрема, ракети Minuteman I та II, все ще використовуються у деякій зміненій формі як повітряні мішені задля розвитку протиракетної оборони у США, або як супутникові носії.
Наявні ракети Minuteman-III було дуже вдосконалено за роки їхнього перебування на бойовому чергуванні, і лише впродовж останнього десятиліття, на осучаснення 450 ракет, було витрачено понад 7 мільярдів доларів.

## Дані ракети
- Виробник: BoeingМБР Minuteman-III (LGM-30G): 1. Запускається двигун 1-го ступеня (А) та ракета здіймається з шахтної пускової установки. 2. Приблизно через 60 секунд після запуску 1-й ступінь від'єднується, а двигун 2-го ступеня (B) запалюється. Ракетний обтічник (E) відкидається. 3. За 120 секунд після старту запускається двигун 3-го ступеня (C) та відділяється від 2-го ступеня. 4. Приблизно через 180 секунд після запуску тяга 3-го ступеня припиняється та пришвидшений літальний засіб (D) відокремлюється від ракети. 5. Розігнаний літальний апарат маневрує та готується до розгортання транспортного засобу (RV). 6. Боєголовки (RV), а також приманки і алюмінієва полова (відбивачі радіохвиль радарів), розгортаються під час зниження. 7. Боєголовки та «приманки» повторно входять до атмосфери на високих швидкостях і приводяться до готовності у польоті. 8. Ядерні боєголовки застосовуються, як повітряні, або наземні вибухи.

МБР Minuteman-III (LGM-30G): 1. Запускається двигун 1-го ступеня (А) та ракета здіймається з шахтної пускової установки. 2. Приблизно через 60 секунд після запуску 1-й ступінь від'єднується, а двигун 2-го ступеня (B) запалюється. Ракетний обтічник (E) відкидається. 3. За 120 секунд після старту запускається двигун 3-го ступеня (C) та відділяється від 2-го ступеня. 4. Приблизно через 180 секунд після запуску тяга 3-го ступеня припиняється та пришвидшений літальний засіб (D) відокремлюється від ракети. 5. Розігнаний літальний апарат маневрує та готується до розгортання транспортного засобу (RV). 6. Боєголовки (RV), а також приманки і алюмінієва полова (відбивачі радіохвиль радарів), розгортаються під час зниження. 7. Боєголовки та «приманки» повторно входять до атмосфери на високих швидкостях і приводяться до готовності у польоті. 8. Ядерні боєголовки застосовуються, як повітряні, або наземні вибухи.

- Вартість одиниці: 7 000 000 доларів США

### Технічні характеристики
- Маса: 36 030 кг (Minuteman III)
- Довжина: 18,3 м (Minuteman III)
- Діаметр: 1,68 м
- Бойова частина MMI: W78 або W87
- Підрив (механізм): повітряний вибух або доторк (поверхня)
- Двигун (триступеневі твердопаливні ракетні двигуни):
  - перший ступінь: Тіокол ТУ-122 (М-55) (792 кН)
  - другий ступінь: Aerojet-General SR-19-AJ-1 (267,7 кН)
  - третій ступінь: Aerojet/Thiokol SR73-AJ/TC-1 (152 кН)
  - перший ступінь: 91 900 кг (Minuteman III)
- Композитне ракетне пальне з перхлорату амонію
- Оперативні межі: понад 10 000 км (Minuteman III)
- Найбільша висота польоту (стеля): 1100 км
- Найбільша швидкість: 23 Маха; 28 200 кілометрів на годину; 7,83 кілометрів на секунду (кінцева фаза)
- Система керування: інерційна НС-50
- Точність влучання MMI (кругове імовірне відхилення): 240 м[16][17]